# Abbazia di San Vittore (Parigi)
La reale abbazia di San Vittore fu fondata da Guglielmo di Champeaux nei pressi di Parigi nel 1108, dopo che egli entrò in contrasto con Pietro Abelardo circa la disputa sugli universali.

## Storia
L'abbazia ospitava una comunità di canonici regolari che seguivano la regola di sant'Agostino e vi fu fondata una scuola per l'insegnamento della filosofia, della teologia e del diritto. Soprattutto in campo filosofico-teologico raggiunse degli importanti vertici nella cultura scolastica, in quella che fu chiamata appunto scuola di San Vittore e che ebbe tra i suoi maggiori esponenti Ugo di San Vittore e Riccardo.
Attraverso le generose donazioni di papi, re, regine e nobili, l'abbazia si avvalse di ricche dotazioni e numerose case di canonici regolari entrarono sotto la sua influenza, comprese alcune abbazie anche fuori dai confini francesi: la chiesa e l'abbazia di Sainte-Geneviève (Parigi), Wigmore nel Galles, Sant'Agostino (Bristol), Saint Thomas (Dublino) e San Pietro ad Aram (Napoli).
Re Luigi VIII di Francia nominò almeno quaranta abbazie dell'ordine di San Vittore nel suo testamento e lasciò tutti i suoi gioielli per la costruzione della chiesa abbaziale e 4.000 sterline da dividere tra gli istituti monastici. Entro il XIII secolo, durante la sua massima fioritura, alcuni cardinali e almeno otto significativi abati erano usciti dai suoi membri.
Tra gli intellettuali e gli studiosi attratti a San Vittore si ricordano Ugo di San Vittore, Pietro Lombardo e Tommaso Becket. Insieme alla scuola abbaziale di Santa Genoveffa e a quella cattedrale di Notre-Dame di Parigi, la scuola di San Vittore diede impulso alla nascita dell'Università di Parigi.
L'abbazia si trovò in serie difficoltà, più tardi, quando fu tacciata di Giansenismo, e finì per essere distrutta durante la Rivoluzione francese. Si trovava nell'attuale comune di Boissise-le-Roi.